# Shorea gratissima
Shorea gratissima là một loài thực vật thuộc họ Dipterocarpaceae. Loài này có ở Indonesia, Malaysia, Myanmar, Singapore, và Thái Lan.